# Torre Sport Club
O Torre Sport Club foi uma agremiação esportiva do futebol brasileiro da cidade do Recife, capital de Pernambuco. Foi fundado em 13 de maio de 1909, por funcionários do Cotonifício Torre Ltda. Tem como origem de formação, um clube mais antigo chamado, Agro Esporte Clube. Constituído por alunos oriundos da Escola de Agronomia de Socorro, no município de Jaboatão dos Guararapes, na grande Recife. Tem como suas cores o vermelho e o branco e seus torcedores são conhecidos como Encarnados.
No futebol, foi um dos clubes mais vitoriosos do estado e sendo considerado na época, a quinta maior força do futebol pernambucano, sendo o quinto maior clube campeão pernambucano, com três conquistas oficiais superado somente por América-PE. Suas maiores conquistas foram o Tricampeonato Pernambucano (sendo um conquistado em 1929, de forma invicta), as conquistas do Torneio Início em 1922 e 1929 e a conquista do Campeonato Pernambucano Série Branca em 1939, também de forma invicta. O Torre faz parte da história da Federação Pernambucana de Futebol, mais precisamente, foi membro fundador da entidade máxima do futebol pernambucano, quando ainda se denominava de Liga Sportiva Pernambucana em 1915, juntamente com Santa Cruz, América-PE, que na época se chamava de João de Barros Futebol Clube, o Sport Club Flamengo e o Centro Sportivo do Peres.
Desde a década de 1910, mandou suas partida no Campo do Derby. Um dos primeiros campos de futebol do Recife e do estado, de propriedade privada. O Campo do Derby tem sua história registrada, como um dos primeiros campos de futebol de Pernambuco. Sendo este, o palco escolhido para a realização da primeira partida de futebol, em 1905. Tinha a capacidade de 500 espectadores.
Assim como os demais clubes primeiríssimos do futebol pernambucano, o Torre foi um desses clubes que não conseguiu acompanhar a evolução e o profissionalismo do futebol num todo. Após o tricampeonato, começou a ter problemas internos e as dificuldades de se adequar a essa “Era do Profissionalismo”, que já batia na porta dos clubes pernambucanos e passando de protagonista, à mero coadjuvante na elite do futebol. O culminou em sua primeira licenciatura. Mais tarde em 1938, o clube se reorganizaria para tentar acompanhar a evolução do futebol naquela época, o que não surtiu efeito. Fato que o clube, já não conseguia mais acompanhar os demais clubes e assim como muitos outros clubes de tradição do Recife, sucumbiu na década de 1940, mais precisamente em 1943 e até os dias atuais.

## História

### 1909: Fundação
O clube foi fundado em 13 de maio de 1909, por funcionários do Cotonifício Torre Ltda, juntamente com esportistas locais, entre os quais: Miguel Lima, Mario Pinto, Jeronymo Hygino e Álvaro Guimarães, contribuíram com a fundação do clube. Estes esportistas eram remanescentes oriundos de um outro clube mais antigo, o Agro Esporte Clube, clube da Escola de Agronomia sediada no bairro do Socorro, no município de Jaboatão dos Guararapes, rigião da grande Recife.
Dois anos após sua fundação, a primeira competição oficial que o Torre participou, foi a Liga Desportiva da Torre. O clube viria a disputar oficialmente outras competições, antes da criação da primeira edição do Campeonato Pernambucano em 1915, como a Liga Suburbana em 1915]]. No dia 8 de agosto de 1915, o Torre realizou sua primeira partida do Campeonato Pernambucano daquele ano. O resultado não poderia ser pior para a Esquadra Rubra: venceu por 2 a 0, a equipe do João de Barros Futebol Clube, o que deu inicio da boa campanha do clube na competição, que terminou com a terceira colocação.

### 1915: Fundação da LSP e do Primeiro Campeonato Pernambucano
Em 1915, o futebol de Pernambuco vinha se desenvolvendo de forma rápida e desorganizada. Desde 1902 com a primeira edição do Campeonato Paulista de Futebol, considerado o primeiro campeonato de futebol do país, até 1915 já se a via relatos de surgimento de campeonatos de futebol em outros estados. A premissa da LSP, era de formar um torneio que reunisse equipes que praticava esse esporte de forma mais organizada. A competição reunia os cinco clubes fudadores da liga, mais o Colligação Sportiva Recifense convidado da liga. Equipes como; Sport Club do Recife, Clube Náutico Capibaribe, Associação Atlética Great Western (depois Ferroviário Esporte Clube do Recife, hoje Clube Ferroviário do Recife), Íbis Sport Club e Auto Esporte Clube, dividem o status de membro fundador.
As partidas aconteceram no Campo do Derby em Recife mas, foi no campo do British Club, que foram disputado as partidas decisivas do Triangular do Desempate entre Flamengo, Torre e Santa Cruz. Sua edição pioneira contou com bons números, que culminou em sua continuidade até os dias atuais, passando por reformulação, mudança no nome da entidade máxima do futebol, inclusão mais democrático de clubes (principalmente dos clubes do interior, chegando até uma final e conquistando título) e acordo de ótimos patrocínios, para a melhoria da competição.

### 1911–1939: Primeiros títulos e a primeira conquista do estadual
Em 1911, o Torre conquistou seu primeiro título: a Liga Desportiva da Torre, competição que reunia os clubes do Bairro Torre em Recife. Quatro anos depois, ainda com a criação do Campeonato Pernambucano e mesmo não conquistando o título, o Torre se sagraria campeão da Liga Suburbana em 1915. Esse feito seria repetido em 1919 e se repetiria no ano seguinte e em 1921, ano também da primeira conquista da Copa Torre.
Já em na década de 1920, o Torre viria dar inicio a sua primeira conquista estadual. Após despontar entre os quatro melhores clubes em seis anos, em 1926 o Torre se sagraria campeão pernambucano, conquistando seu primeiro título de âmbito estadual. O Torre desbancou equipes como; Náutico, Santa Cruz e Sport, que na época já vinham despontando como o Trio de Ferro de Pernambuco. Três anos depois, o clube viria a se superar, conquistando o campeonato de 1929 de forma invicta e no ano seguinte, viria a conquistar seu terceiro título.

### 1931-1941: O fim da Esquadra Rubra
Após o tricampeonato pernambucano, o inicio da década de 1930 do Torre não foi das melhores. Com o profissionalismo do futebol cada dia mais forte, em 1931 o clube não conseguia mais impor aquele futebol que vinha dificultando a vida dos atuais clubes grandes pernambucanos e ao fim de 1936, o clube decidiu se afastar do estadual.
Entre 1938 a 1939, o Torre viria a se reorganizar para tentar competi em pé de igualdade com os clubes que já tinham se profissionalizado no estado. O time se sagrou campeão da divisão branca, que era uma espécie de Campeonato Pernambucano da 2ª divisão, e com isso parecia que o time iria retornar para os títulos, mais não foi o que aconteceu, pois o time não conseguiu se adequar a era profissional, e assim como muitos outros clubes de tradição do Recife, sucumbiu na década de 1940, mais precisamente em 1943. Um ponto em comum com a maioria dos clubes que se licenciaram do futebol no estado, deve-se ao fato de que o time era gerido por algum empresário ou atuante na politica. Sempre que saiam da administração do clube, ele passava a decair significamente e se complicava financeiramente, sem ter condições de montar bons elencos ou conseguir manter seus gastos em dia.

## Símbolos

### Escudo
Originalmente o escudo do Torre era formado pelas iniciais TSC bordadas em branco em um distintivo com um fundo vermelho, tendo a letra “T” com maior destaque. Atualmente desde 1940, o escudo do Torre não sofreu muitas mudanças. A única diferença é o distintivo ter formas mais arredondadas e a continuação do destaque para a letra “T”, abraçando as outras iniciais “S” e “C” no escudo.

### Mascote

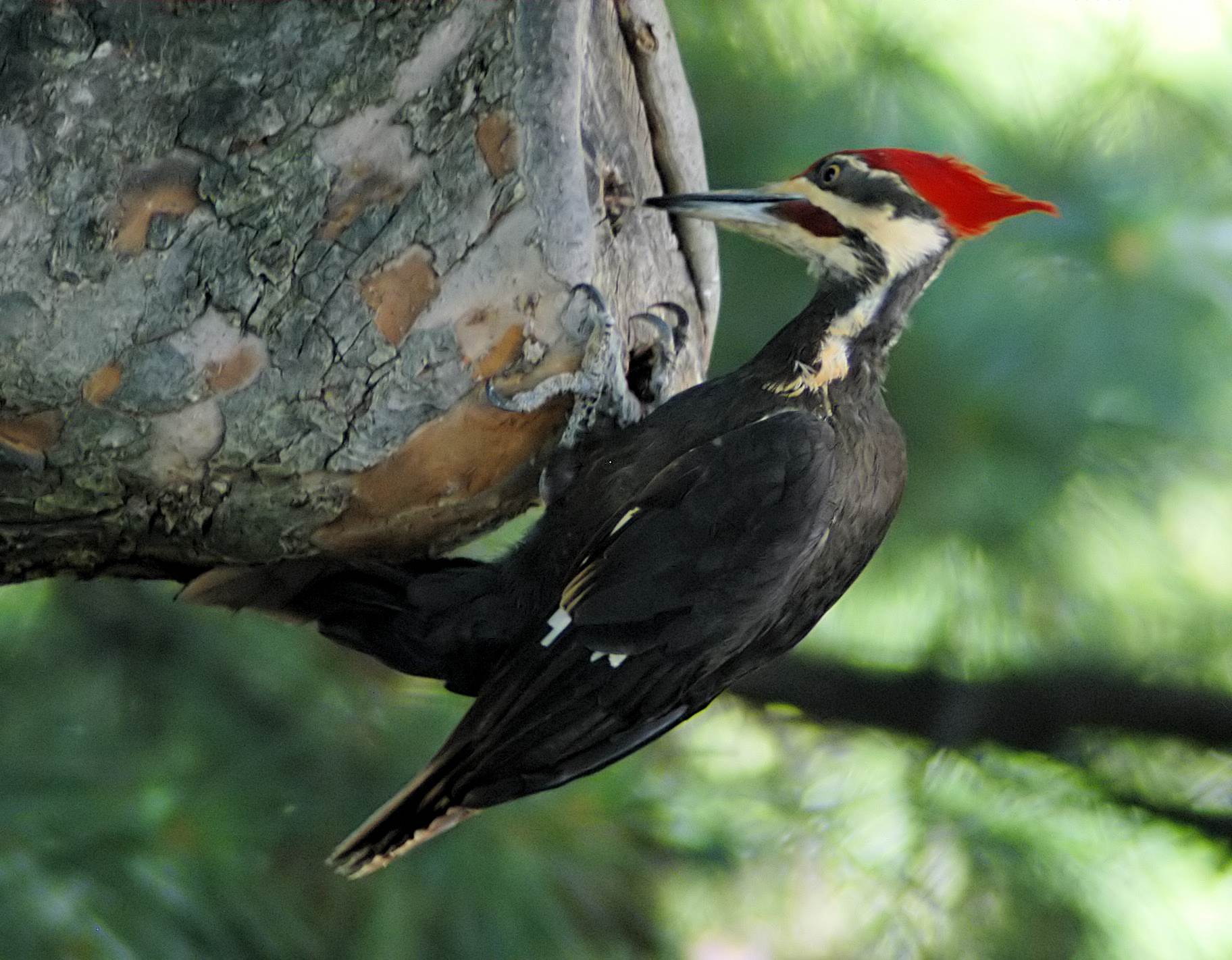
Pica-pau é o mascote oficial

O mascote oficial do Torre Sport Club, é a ave da família das Picidae, o Pica-pau. Na cultua pop, a ave é um personagem da série estadunidense de mesmo nome, um pica-pau antropomórfico (animal com corpo e características humanas), que estrelou vários curta-metragens de animação produzidos pelo estúdio de Walter Lantz e distribuídos pela Universal Pictures. Embora não seja o primeiro dos personagens "malucos" que se tornaram populares nos anos 1940, o Pica-Pau é considerado um dos personagens mais notáveis do gênero.
Nota-se que o personagem possui variação em sua personalidade, o que casa com a realidade que foi o clube; de campeão a time mediano e coadjuvante. O Pica-Pau foi o primeiro desenho animado a ser exibido na TV brasileira, na extinta Rede Tupi, um dia após a sua inauguração, em 19 de setembro de 1950. Nessa época, os desenhos eram exibidos com a vozes originais (inglês) e legendado, pois a dublagem em português só surgiria em 1957. Nas revistas em quadrinhos publicadas pelas editoras brasileiras, Pica-Pau era chamado de Berimbau (O Cruzeiro) e Údi-Údi (EBAL). A primeira emissora de televisão a transmitir os curta-metragens do Pica-Pau com dublagem em português foi a RecordTV, na década de 1960. Depois de algum tempo, a série saiu do ar. Em 1981 , o SBT tomou posse do desenho até 2002,

## Títulos
| ESTADUAIS | ESTADUAIS                    | ESTADUAIS | ESTADUAIS         |
|           | Competição                   | Títulos   | Temporadas        |
| --------- | ---------------------------- | --------- | ----------------- |
|           | Campeonato Pernambucano      | 3         | 1929, 1930 e 1936 |
|           | Torneio Início de Pernambuco | 2         | 1922 e 1929       |

 Campeão Invicto
Outros títulos e premiações
- Liga Desportiva da Torre: 1911.
- Liga Suburbana: 4 vezes (1915, 1919, 1920 e 1921).
- Copa Torre: 8 vezes (1921, 1926, 1928, 1929, 1930, 1932, 1940 e 1942).
- Taça Excursão em Maceió (entregue pelo CRB): 1923
- Taça Excursão em Maceió (entregue pelo CSA): 1928
- Taça A Província (Temporada Baiana - Associação x Torre): 1922
- Taça Maternidade (Oferecida pela Liga Pro-Mater): 1919
- Taça Macth de Luta Romana - Floriano x Goldstein (Ao vencedor da Preliminar Torre x Sport): 1928
- Taça Maviavel do Prado (Ao vencedor da Melhor de Três - Náutico x Torre): 1930

## Estatísticas
O Torre apresenta um dos melhores históricos entre os times de Pernambuco, em toda sua história. É um dos clubes que mais participou do campeonato pernambucano, com 24 edições disputadas.

### Participações
| Competição | Competição                           | Temporadas | Melhor campanha   | Estreia | Última | P | R |
| Pernambuco | Campeonato Pernambucano              | 24         | Campeão (3 vezes) | 1915    | 1940   |   |   |
| Pernambuco | Torneio Início de Pernambuco         | 2          | Campeão (2 vezes) | 1922    | 1929   |   |   |
| Pernambuco | Campeonato Pernambucano Série Branca | 1          | Campeão (1 vez)   | 1939    | 1939   |   |   |

### Campanhas
| Torneio                              | Campeão                  | Vice-campeão             | Terceiro colocado        | Quarto colocado          |
| ------------------------------------ | ------------------------ | ------------------------ | ------------------------ | ------------------------ |
| Campeonato Pernambucano              | 3 vezes (última em 1930) | 2 vezes (última em 1928) | 5 vezes (última em 1924) | 3 vezes (última em 1931) |
| Torneio Início de Pernambuco         | 2 (1922 e 1929)          | 2 (1925 e 1928)          | —                        | —                        |
| Campeonato Pernambucano Série Branca | 1 (1939)                 | —                        | —                        | —                        |